# Dobrovlje (gmina Braslovče)
Dobrovlje – wieś w Słowenii, gmina Braslovče. 1 stycznia 2017 liczyła 142 mieszkańców.